# Machineris
Os machineris são um grupo indígena brasileiro que habitam as margens do alto rio Iaco, no estado do Acre, mais precisamente na Área Indígena Mamoadate.